# Алекс Беренгер
Алехандро Беренгер Рамиро (шп. Alejandro Berenguer Remiro; Барањаин, 4. јул 1995) је шпански фудбалер који тренутно наступа за Атлетик Билбао. Игра на позицији крилног нападача.

## Успеси
Атлетик Билбао
- Куп Шпаније (1) : 2023/24,[5] (финале: 2019/20, 2020/21)[6][7]
- Суперкуп Шпаније (1) : 2020/21.[8] (финале: 2021/22)[9]